# NGC 1486
NGC 1486 (również PGC 14132) – galaktyka spiralna z poprzeczką (SBbc), znajdująca się w gwiazdozbiorze Erydanu. Odkrył ją w 1886 roku Francis Leavenworth.